# Vindel-Storforsen
Vindel-Storforsen este o arie protejată (arie specială de conservare — SAC, sit de importanță comunitară — SCI) din Suedia întinsă pe o suprafață de 128,5 ha, integral pe uscat.

## Localizare
Centrul sitului Vindel-Storforsen este situat la coordonatele 65°04′20″N 18°20′45″E / 65.0721°N 18.3457°E.

## Înființare
Situl Vindel-Storforsen a fost declarat sit de importanță comunitară în decembrie 1995 pentru a proteja 1 specie de animale. Situl a fost protejat și ca arie specială de conservare în martie 2011.

## Biodiversitate
Situată în ecoregiunea boreală, aria protejată conține 4 habitate naturale: Mlaștini împădurite, Mlaștini turboase de tranziție și turbării mișcătoare, Râuri naturale fino-scandinave, Taiga vestică.
La baza desemnării sitului se află o specie protejată de  pești: somonul (Salmo salar).